# Norah Blaney
Norah Blaney (Fulham, 16 de julio de 1893 - Denville Hall, 7 de diciembre de 1983), nacida Norah Mignon Cordwell, fue una pianista, compositora, cómica e intérprete de music hall británica. Grabó centenares de canciones entre los años 1921 y 1935, muchas de ellas con su compañera de actuación Gwen Farrar, que también era su compañera sentimental.

## Biografía
Blaney nació Norah Mignon Cordwell en Shepherd's Bush, Londres el 16 de julio de 1893. Su padre, Walter Henry Cordwell, era músico y su madre era Mary Jane (Molly), de soltera Thatcher.
En 1906, se le concedió la beca Erard pianoforte en la Royal Academy of Music, además de una beca en el Real Colegio de Música. Comenzó a utilizar su nombre artístico a partir del año 1910.
El 10 de octubre de 1914 se casó con el pianista Albert Charles Lyne. Cuatro años más tarde, éste murió mientras servía con el regimiento escocés de Londres en Francia. En 1922, se casó  con Philip Barron Bruce Durham y se divorciaron en junio de 1931. Se casó por última vez con Basil Hughes el 20 de febrero de 1932.
Blaney murió el 7 de diciembre de 1983 en el Actors' Retirement Home de Northwood, Londres.

## Carrera con Gwen Farrar
Blaney y Farrar eran parte del grupo de animadoras de Lena Ashwell para los soldados de la Primera Guerra Mundial en Francia, inicialmente como artistas clásicas. Sin embargo, la pareja comenzó un dúo de ragtime que ganó popularidad. Llevaron el espectáculo al Reino Unido y lo interpretaron, de manera regular, en el Hipódromo de Londres durante el año 1921.
| "Norah Blaney era la atracción de la actuación, llevaba vestidos con volantes, tocaba el piano con un encanto pícaro y cantaba como un ruiseño enloquecido." |

La pareja vivió en Chelsea desde el año 1917 hasta el 1922. Actuaron en las producciones del Vaudeville Theatre de Londres. En 1925, realizaron una gira por Estados Unidos, incluyendo una actuación en Broadway y en Palm Beach, Florida. Sin embargo, en 1926, Farrar rompió con la asociación y Blaney regresó a Inglaterra.
Blaney y Farrar empezaron a trabajar juntas de nuevo en el año 1930. Un año más tarde, Blaney se lesionó el pie mientras actuaba. Pasó tiempo en una residencia de ancianos recuperándose de una infección antes de retirarse de la actuación, aunque hizo alguna actuación con Farrar.

## Legado
Blaney y Farrar se consideran "iconos LGBT+". En 2014, Alison Child y Rosie Wakley crearon una obra llamada All The Nice Girls basada en la relación entre Blaney y Farrar.